# Ring Enschede
De Ring Enschede, van oudsher Singel genoemd, is een andere naam voor de ringweg om het centrum van Enschede. De ringweg ligt ruim om het centrum heen. Aan de buitenkant van de ringweg liggen diverse woonwijken van de stad. Terwijl binnen de ringweg onder andere het centrum, het ziekenhuis, de hogescholen en het station bevinden.
Over de gehele ring mag maximaal 50 km/h per uur gereden. Voor het grootste gedeelte bestaat de ringweg uit gescheiden rijstroken met een middenberm. In het oorspronkelijk plan werd voorzien in een trambaan tussen beide rijstroken, een plan dat niet gerealiseerd werd. Tevens ligt er voor een groot gedeelte een fietsstrook aan de weg. Ter hoogte van de Parkweg is echter hier het fietspad gescheiden van de weg, deze fietspaden zijn ook in slechts 1 richting te berijden. De belangrijkste wegen van de ring naar de A35 zijn de Westerval en de Zuiderval.

Almelo · Almere · Alkmaar · Alphen aan den Rijn · Apeldoorn · Assen · Barendrecht · Bergen op Zoom · Den Haag · Dordrecht · Eindhoven · Enschede · Groningen · 's-Hertogenbosch · Hilversum · Hoofddorp · Houten · Leeuwarden · Oud-Beijerland · Parkstad Limburg · Sneek · Tilburg · Utrecht · Weert · Zoetermeer · Zwolle

Ringwegen geheel uitgevoerd als autosnelweg: Amsterdam · Rotterdam

Opgeheven: Maastricht